# Cafer Aydın
Cafer Aydın (* 17. November 1971 in Çorum) ist ein ehemaliger türkischer Fußballspieler und -trainer.

## Spielerkarriere

### Verein
Aydın begann mit dem Vereinsfußball in der Nachwuchsabteilung des Hauptstadtvereins Gençlerbirliği Ankara und wurde im Sommer 1990 mit einem Profivertrag ausgestattet und in den Kader der Profimannschaft aufgenommen. Hier wurde er vom Cheftrainer Jozef Jarabinský im ersten Ligaspiel der Saison 1990/91 in der Startformation aufgestellt. In dieser Partie gab Aydın sein Profidebüt und erzielte auch gleich sein erstes Tor. Im weiteren Saisonverlauf absolvierte er 14 weitere Ligaeinsätze. Mit der Saison 1991/92 stieg er dann zum Stammspieler auf und wurde mit sieben Saisontoren hinter seinem Teamkollegen Avni Okumuş der zweiterfolgreichste Torschütze seiner Mannschaft.
Nachdem er in die Saison 1992/93 ebenfalls für Gençlerbirliği gestartet war, wurde er bereits im Anfang Dezember 1992 an den Ligarivalen Kayserispor abgegeben. Für diesen Verein absolvierte er bis zum Saisonende zwar nahezu alle Ligapartien, jedoch erzielte er als Stürmer nur ein Tor. Zur neuen Saison blieb er bis zum November 1993 bei diesem Verein und heuerte anschließend bei MKE Ankaragücü an. Für die Hauptstädter war er nur bis zum Saisonende tätig und wurde dann für die Saison 1994/95 an den Ligarivalen Antalyaspor ausgeliehen. In der nächsten Saison wurde er bei Ankaragücü vom Cheftrainer Ali Osman Renklibay im Kader behalten. Aydın war in dieser Spielzeit mit acht Ligatoren der erfolgreichste Torschütze seiner Mannschaft und stellte einen neuen Karriererekord für sich auf.
Mit seinem Vertragsende bei Ankaragücü verließ er diesen Klub im Sommer 1996 und wechselte zum Ligarivalen Antalyaspor. Bei diesem Verein steigerte er sich ein weiteres Mal, erzielte elf Ligatore, wurde erneut erfolgreichster Torschütze seiner Mannschaft und stellte einen neuen Karriererekord auf. Nachdem sein Verein für die Saison 1997/98 mit Şenol Güneş einen neuen Cheftrainer einstellte, spielte Aydın nur die Hinrunde der Saison für Antalyaspor und wurde für die Rückrunde an den Ligarivalen Bursaspor ausgeliehen.
Im Sommer 1998 wechselte Aydın von Antalyaspor zum Ligarivalen Adanaspor. Bei diesem Verein nahm er zwar am vorsaisonalen Vorbereitungscamp teil, wurde aber zum Saisonstart vom Cheftrainer Fuad Muzurović auf die Liste der Spieler gesetzt, die ausgeliehen werden sollten. So spielte Aydın eine Spielzeit als Leihgabe für den Zweitligisten Çaykur Rizespor. Zur neuen Saison kehrte er zu Adanaspor zurück und startete für diesen Klub in die neue Saison. Bei diesem Verein konnte er sich aber gegen die anderen Stürmer Cenk İşler, Alban Bushi, Ali Asım Balkaya und Altan Aksoy nicht durchsetzen.
So verließ Aydın 1999 Adanaspor und kehrte zu seinem früheren Verein Ankaragücü zurück. Bei diesem Klub bildete er mit Tarık Daşgün, Hakan Keleş und Ohene Kennedy ein erfolgreiches Offensivgespann. Aydın erzielte für Ankaragücü in dieser Saison in 17 Ligaspielen elf Tore und war damit der erfolgreichste Torschütze seines Vereins. Da er in dieser Saison auch für Adanaspor drei Tore erzielt hatte, kam er auf insgesamt 16 Ligatore. Damit stellte er einen neuen Karriererekord auf und wurde Sechster der Torschützenliste der Erstligasaison 1999/2000. Für die neue Saison verpflichtete Aydıns Verein mit Ersun Yanal einen neuen Trainer. Unter diesem Trainer absolvierte Aydın bis zum Dezember 2000 keinen Einsatz. Anschließend wurde er bis zum Saisonende 16 Mal eingesetzt und erzielte dabei neun Tore. Sein Klub beendete die Saison auf dem 6. Tabellenplatz und erzielte damit die beste Erstligaplatzierung seit zwölf Jahren. In der Saison 2000/01 verlor er seinen Stammplatz an den neuen Stürmer Augustine Ahinful.
Nachdem Aydın bis zum November 2001 bei Ankaragücü tätig gewesen war, wechselte er zum Stadt- und Ligarivalen und seinem ersten Verein Gençlerbirliği. Für diesen Verein erzielte er bis zum Saisonende in 18 Ligaspielen drei Tore. Sein Trainer von Ankaragücü wurde im Sommer 2002 bei Gençlerbirliği als neuer Cheftrainer vorgestellt. Dieser Trainer setzte auf Stürmer wie Veysel Cihan, Ahmed Hassan, Souleymane Youla und Thomas Zdebel, gab Aydın mit Spieleinsätzen aber immer wieder die Möglichkeit, sich zu bewähren. Nachdem Aydın aber bis zur Winterpause in neun Ligaeinsätzen torlos geblieben war, verließ er diesen Verein und wechselte innerhalb der Liga zu seinem früheren Verein Adanaspor. Hier schaffte er es wieder in die Mannschaft und beendete die Rückrunde mit zwölf Ligaeinsätzen und fünf Toren.
In die Saison 2003/04 startete Aydın zwar bei Anadaspor, wurde aber bereits im August 2003 an den Ligarivalen Denizlispor abgegeben. Für diesen Verein spielte er nur bis zur nächsten Winterpause und wechselte, ohne sich durchsetzen zu können, zum Zweitligisten Manisaspor. Mit diesem Verein beendete er die Zweitligasaison 2004/05 als Vizemeister und war am ersten Erstligaaufstieg der Vereinsgeschichte mitbeteiligt. Nach dem Aufstieg blieb Aydın zwar bei Manisaspor, kam aber über die Reservistenrolle nicht hinaus.
Im Sommer 2005 wechselte Aydın zum Drittligisten Eskişehirspor. Hier absolvierte er bis zum Saisonende lediglich vier Ligaspiele, war aber im Kader der Mannschaft enthalten, die mit dem Verein die Play-offs der Saison 2005/06 holte und damit in die Zweite türkische Liga aufstieg. In der 2. Liga spielte Aydın nur eine halbe Saison und wechselte dann zum Drittligisten Erzincanspor. Bei diesem Verein blieb er bis zum Saisonende und beendete anschließend seine Karriere.

### Nationalmannschaft
Aydın begann seine Nationalmannschaftskarriere 1989 mit einem Einsatz für die türkische U-18-Nationalmannschaft. Nach einem Jahr und acht weiteren Einsätzen für die türkische U-18 begann Aydın ab dem September 1990 vom damaligen U-21-Nationaltrainer Fatih Terim für die türkische U-21-Nationalmannschaft nominiert und spielte für diese drei Jahre lang.
Anlässlich der Mittelmeerspiele 1993 wurde er in den Kader der Olympiaauswahl der Türkei, die ebenfalls von Terim betreut wurde, berufen. Aydın absolvierte in diesem Turnier eine Begegnung und gewann mit seiner Mannschaft die Goldmedaille.
Im Juni 1997 wurde er von Mustafa Denizli im Rahmen der Turnierteilnahme am Kirin Cup zum ersten Mal in das Aufgebot der türkischen Nationalmannschaft nominiert. In der Partie gegen die kroatische Nationalmannschaft gab Aydın sein A-Länderspiel-Debüt. Im weiteren Turnierverlauf absolvierte er gegen die japanische Auswahl sein zweites und letztes A-Länderspiel.

## Trainerkarriere
Aydın begann seine Trainerkarriere in der Zeit vom November 2008 bis Sommer 2009 beim Erstligisten Sivasspor als Nachwuchstrainer. Anschließend übernahm er den Istanbuler Viertligisten Üsküdar Anadolu 1908 SK, den Zweitverein von Sivasspor, als Cheftrainer. Nach zwei Monaten verließ er diesen Verein wieder und betreute November 2009 für einen Monat mit Beykozspor einen weiteren Istanbuler Verein. Im November 2010 begann er beim Drittligisten Yeni Malatyaspor als Co-Trainer zu arbeiten und assistierte dabei dem Cheftrainer Vedat İnceefe. Nachdem dieser seine Tätigkeit bereits im März 2011 beendet hatte, übernahm Aydın die Mannschaft als Cheftrainer und betreute den Verein bis zum September 2011.
Im März 2012 begann er beim Viertligisten Orhangazispor und arbeitete bei diesem bis zum Februar 2014.
Ab dem März 2014 arbeitete er bei Yeni Malatyaspor ein zweites Mal als Cheftrainer und beendete seine Tätigkeit Ende August 2014.

## Erfolge
Mit MKE Ankaragücü
- TSYD-Ankara-Pokalsieger: 2000/01,

Mit Manisaspor
- Vizemeister der TFF 1. Lig und Aufstieg in die Süper Lig: 2004/05

Mit Eskişehirspor
- Play-off-Sieger der TFF 2. Lig und Aufstieg in die TFF 1. Lig: 2005/06

Mit olympischer Auswahl der Türkei
- Goldmedaillengewinner der Mittelmeerspiele: 1993